# San Francisco de Rivas
San Francisco de Rivas es una localidad del estado mexicano de Jalisco. Es parte del municipio de La Barca.

## Toponimia
El nombre «San Francisco» hace referencia al santo patrono de la localidad: Francisco de Asís.

## Demografía
| Gráfica de evolución demográfica |
|                                  |

| Censo | Población |
| ----- | --------- |
| 1910  | 393       |
| 1921  | 301       |
| 1930  | 548       |
| 1940  | 532       |
| 1950  | 810       |
| 1960  | 1 111     |
| 1970  | 1 194     |
| 1980  | 971       |
| 1990  | 1 569     |
| 2000  | 1 350     |
| 2010  | 1 387     |
| 2020  | 1 426     |